# Краузе, Вальдемар
Эрих Вальдемар Краузе (нем. Erich Waldemar Krause, 15 июля 1908, Страсбург, Германская империя — 8 апреля 1992, Киль, Германия) — немецкий офицер, штурмбаннфюрер СС, командир зондеркоманды 4b, входивший в состав айнзацгруппы C.

## Биография
Вальдемар Краузе родился 15 июля 1908 года в Страсбурге. В то время как данные о деятельности Краузе в период его руководства зондеркомандой 4b являются точными, то сведения о его предыдущей деятельности противоречивы: согласно вышедшей в ГДР коричневой книги, он был полицейским советником в имперском управлении уголовной полиции, где служил в отделе I A3. 1 мая 1933 года вступил в НСДАП (билет № 2953348), а 10 сентября 1939 года был зачислен в ряды СС (№ 346964). По мнению историка Стефана Линка, Краузе обучался на комиссара уголовной полиции в высшей школе полиции безопасности в Шарлоттенбурге и числился в 5-м ведомстве (уголовная полиция) Главного управления имперской безопасности.
По словам историка Герхарда Пауля, до 1943 года Краузе возглавлял уголовную полицию в Саарбрюкене пока не был откомандирован к командиру полиции безопасности и СД в Сталино (ныне Донецк). С августа 1943 по январь 1944 года возглавлял зондеркоманду 4b. В декабре 1943 года зондеркоманда Краузе расстреляла около 1000 еврейских ремесленников во Владимире-Волынском, которые изначально были оставлены в живых во время оккупации 1942 года, и осуществила убийство 13 000 евреев из гетто того же города.
После окончания войны Краузе удалось бежать во Фленсбург, следуя Крысиными тропами на север. Он попытался получить место служащего уголовной полиции согласно 131 статье, позволяющей бывшим нацистским чиновникам устраиваться на госслужбу.
К 1960 году стал начальником отделения окружной уголовной полиции во Фленсбурге. После сообщения из новостного журнала Der Spiegel в конце августа 1963 года был арестован и до 1964 года находился в предварительном заключении, так как после расследования центрального управления по раскрытию нацистских преступлений в Дортмунде его, как командира подразделения, считали ответственным за убийства, совершённые зондеркомандой 4b. Судья окружного суда Ратингена близ Дюссельдорфа видел риск побега в случае освобождения Карузе из-за продолжавшегося расследования, поэтому он согласился на освобождение только после того как добился от дюжины полицейских Шлезвиг-Гольштейна суммы залога от 500 до 6000 немецких марок.
В 1970 году ему было предъявлено обвинение прокуратурой Дюссельдорфа в том, что он «существенно оказал помощь в жестоком убийстве 500 человек, распорядившись расстрелять ремесленников, проживающих в гетто, в окрестном лесу в области Луцка». В 1974 году расследование уже было прекращено после предоставления медицинского сертификата о плохом состоянии здоровья обвиняемого. В 1982 году прокуратура Киля начала новое расследование, которое немедленно было прекращено, когда министр юстиции земли Шлезвиг-Гольшетйн Хеннинг Шварц вопреки фактам ответил на парламентский запрос депутата ландтага от СДПГ Уве Енсена: «Краузе не считается преступником, вероятно, его перепутали с оставшимся неизвестным одноименным гражданским служащим на месте преступления в России». Умер 8 апреля 1992 года в Киле.